# Дешан, Леже-Мари
Леже-Мари Дешан (фр. Léger-Marie Deschamps; 10 января 1716, Ренн ‒ 19 апреля 1774, Монтрёй-Белле) — французский философ
-материалист и социалист-утопист, принадлежавший к ордену бенедиктинцев и бывший казначеем монастыря Монтрёй-Белле.

## Сочинения
Своё учение изложил в неизданном им сочинении «Истина, или Достоверная система» («La Vérité, ou le vrai Système»), которому предшествовали две напечатанных им анонимно небольших работы: «Lettres sur l’esprit du siècle» (1769) и «La voix de la raison contre la raison du temps» (1770).
Рукопись основного сочинения Дешана, написанная в 1770-х годах, только в 1864‒1865 годах была обнаружена в архивах муниципальной библиотеки города Пуатье и обнародована профессором Эмилем Боссиром («Antécédents de l’hégélianisme dans la philosophie française»), открывшим также переписку Дешана с передовыми мыслителями его эпохи — Вольтером, Руссо, Гельвецием, д’Аламбером. Собственно, Боссир нашёл лишь две части рукописи этого произведения: ч. 1 — «Предварительные метафизические размышления» и ч. 4 — «Моральные рассуждения». На основе копий, сделанных в 1929 году азербайджанским ученым Дж. Г. Нагиевым во Франции, книга Дешана впервые увидела свет в Баку и в русском переводе: в 1930 году был издан 1-й том (второй так и не был опубликован). На языке оригинала часть материалов, обнаруженных Боссиром, была напечатана только в 1939 году. На недостающие ч. 2 («Разрешение загадки метафизики и морали в применении к богословию и современной философии») и ч. 3 («Метафизические рассуждения») в архивах Пуатье в 1910 году наткнулась русская исследовательница Ε. Д. Зайцева. После 1974 года наблюдался рост интереса к его наследию, и собрание сочинений Дешана было в итоге опубликовано к 1993 году.

## Философия
Философия Дешана представляет собой видоизмененный рационалистический спинозизм, в то же время обнаруживая черты, предвосхищающие некоторые черты гегельянства — например, диалектику в форме учения о противоречивых элементах в истине. Провозглашал концепцию «универсального целого» как единства всех физических тел и конечной основы мира, проявлениями которой являются чувственные существа. Однако чувствам доступны лишь составляющие это «целое» части, а охватить безусловное знание о нём может лишь разум.
В истории человеческого общества выделял три стадии («состояния»): естественное (дикость, при которой отсутствует частная собственность), гражданское (при котором частная собственность существует и является основным злом), и будущий квазикоммунистический «строй нравственности» (в котором частная собственность прекратит своё существование, уступив место социальному равенству и общему благополучию). Считая религию «суррогатом истины», Дешан при этом находил атеизм возможным лишь в идеальном обществе, путь к которому видел в распространении «истины».